# Lorentz von Rehausen
Lorentz von Rehausen, född den 5 april 1720, död den 6 augusti 1792 på Duvnäs i Sicklaö socken, Stockholms län, var en svensk militär. Han var måg till Lars Cronhielm och far till Gotthard von Rehausen.

## Biografi
von Rehausen blev volontär vid Nylands dragonregemente 1735 och senare korpral där. Han bevistade
finska kriget 1741–1742. von Rehausen blev furir vid livgardet 1744 och senare sergeant där. Han blev adjutant 1750. von Rehausen befordrades till löjtnant 1757, till kapten 1762 och till överstelöjtnant i armén 1772. Han beviljades överstes avsked 1773. von Rehausen blev riddare av Svärdsorden 1767.